# Рыху
Ры́ху  (эст. Rõhu) — деревня в муниципалитете Тарту уезда Тартумаа, Эстония.
До административной реформы местных самоуправлений Эстонии 2017 года входила в состав волости Тяхтвере.

## География и описание
Расположена в 7 километрах от уездного и волостного центра — города Тарту. Высота над уровнем моря — 41 метр.
Климат умеренный. Официальный язык — эстонский. Почтовый индекс — 61409.
Через деревню проходит шоссе Тарту—Вильянди—Килинги-Нымме. У деревни начинаются шоссе Рыху—Ильматсалу—Тарту и Рыху—Меэри—Тыравере.

## Население
По данным переписи населения 2011 года, в деревне проживали 169 человек, из них 157 (92,9 %) — эстонцы.
По данным переписи населения 2021 года, в деревне насчитывалось 177 жителей, из них 167 (94,4 %) — эстонцы.
Численность населения деревни Рыху по данным переписей населения:
| Год  | 2000 | 2011  | 2021  |
| ---- | ---- | ----- | ----- |
| Чел. | 188  | ↘ 169 | ↗ 177 |

## История

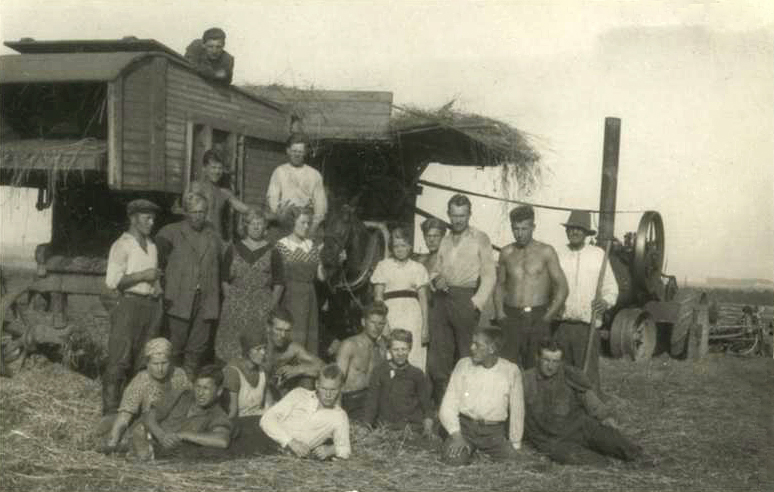
Деревня Рыху, хутор Лийваку, август 1934 года. Работники на фоне молотилки и паровой машины

В письменных источниках 1582 года упоминается Rechth, 1638 года Röchto kyllo, 1839 года Rehhu.

## Известные личности
В Рыху родились:
- художник Юхан Пюттсепп[эст.] (1898—1975);
- певец и музыкальный педагог Рудольф Йыкс[эст.] (1896—1979).

В бывшей Рыхуской школе учились Рудольф Йыкс и писатель и журналист Яак Ярв (1852—1920).

## Происхождение топонима
Название деревни предположительно происходит от эстонского слова ′rõht : rõhu′ — какой-либо горизонтально лежащий предмет, в частности, бревно в стене, столб забора или брусок на куче зерна.

## Климат
Среднегодовая температура в деревне составляет 3° С. Самый теплый месяц — июль (средняя температура +18 °C), самый холодный — февраль (-12 °C).